# Bezovje pri Šentjurju
Bezovje pri Šentjurju este o localitate din comuna Šentjur, Slovenia, cu o populație de 105 locuitori.